# Головин, Павел Георгиевич
Па́вел Гео́ргиевич Голови́н (26 апреля [9 мая] 1909, Наро-Фоминск — 27 апреля 1940, Москва) — советский лётчик, Герой Советского Союза,  первый из отечественных лётчиков, пролетевший над Северным полюсом.

## Биография
Родился 13 (26) апреля 1909 года в городе Наро-Фоминск ныне Московской области в семье служащего. Русский. Член ВКП(б) с 1939 года. Ещё будучи школьником, увлёкся созданием планёров, сконструировав и построив совместно с товарищами планёры «Наро-Фоминец» и «Наро-Фоминец-2». Построенные в кустарных условиях планёры неплохо показали себя на всесоюзных соревнованиях, удостоивших положительных отзывов специалистов. Уже переехав в Москву, Павел сам создал и возглавил кружок, создавший планёр «Московский политтехникум», на котором он сам летал и выступал на соревнованиях В 1930 году окончил Московский спортивный техникум, а в 1933 году — Тушинский аэроклуб. Год работал инструктором и командиром звена 1-й авиашколы гражданских лётчиков. С 1934 года работал пилотом Управления полярной авиации Главсевморпути, куда его сагитировал перейти на работу один из его курсантов полярный авиационный штурман Анатолий Алексеев.
5 мая 1937 года П. Г. Головин на двухмоторном разведывательном самолёте Р-6 (АНТ-7) стал первым в мире пилотом самолёта, достигшим самой северной точки земного шара. Доставленные им данные позволили успешно осуществить посадку отряда тяжёлых транспортных самолётов на Северном полюсе и создать там дрейфующую полярную станцию «Северный полюс-1».
В дальнейшем П. Г. Головин осваивал новые арктические трассы.
Участник советско-финской войны 1939—1940 годов.
С октября 1938 года — на испытательной работе на Московском авиазаводе № 22. Испытывал серийные бомбардировщики.
27 апреля 1940 года полковник Головин П. Г. погиб со всем экипажем (инженер К. И. Александров, бортмеханик И. Г. Добров) при испытании первого серийного самолёта-бомбардировщика СПБ (заводской номер № 2-1) конструкции Н. Н. Поликарпова. Похоронен на Новодевичьем кладбище.

## Награды
- Герой Советского Союза — Постановлением Центрального исполнительного комитета СССР от 27 июня 1937 года «за образцовое выполнение задания правительства и героизм, проявленные в период высадки и работы северной экспедиции», медаль «Золотая Звезда» № 40.
- Орден Ленина (27.06.1937).
- Орден Красного Знамени (21.04.1940).
- Орден Красной Звезды (25.02.1937)

## Память
- Именем Головина названа улица в городе Наро-Фоминске
- На вероятном месте гибели Головина (б-р Яна Райниса, д. 4к2 в Москве) в 1968 году была построена школа № 680, которая носила его имя

## Сочинения
- Кыце мӹнь лётчик линӓм Архивная копия от 25 августа 2019 на Wayback Machine (Как я стал летчиком. На горномарийском языке в переводе Н. Молчанова). — Козьмодемьянск: Маргосиздатын кырык-мары филиал, 1939. — 114 с.